# Atheris mabuensis
Atheris mabuensis là một loài rắn trong họ Rắn lục. Loài này được Branch & Bayliss mô tả khoa học đầu tiên năm 2009.